# Samuel Moreno Díaz
Samuel Moreno Díaz (Málaga, Santander, Colombia, 20 de octubre de 1921- 23 de marzo de 2023) fue un abogado y político colombiano, miembro del partido Alianza Nacional Popular. 
Moreno fue uno de los dirigentes clave de la ANAPO, partido con el cual fue Secretario de Educación y diputado de Santander, miembro de la Asamblea constituyente de 1957 y congresista de 1964 a 1974. 
También fue uno de los escuderos de las políticas del general Gustavo Rojas Pinilla, de quien era yerno, primero cuando éste fue presidente de facto a medidados de los años 50, y luego durante su intento por ganar las elecciones en 1970.

## Biografía
Samuel Moreno Díaz nació en Málaga, Santander, el 20 de octubre de 1921, en el seno de una familia de clase media de la región.
Se sabe poco de su vida previo al ingreso a la ANAPO, pero es un hecho aceptado por académicos que sus primeros pasos en la política los dio en el Partido Conservador, convirtiéndose en uno de los discípulos del político Gilberto Alzate Avendaño, aunque no existen pruebas que lo vinculen con Los Leopardos.

### Su relación con los Rojas

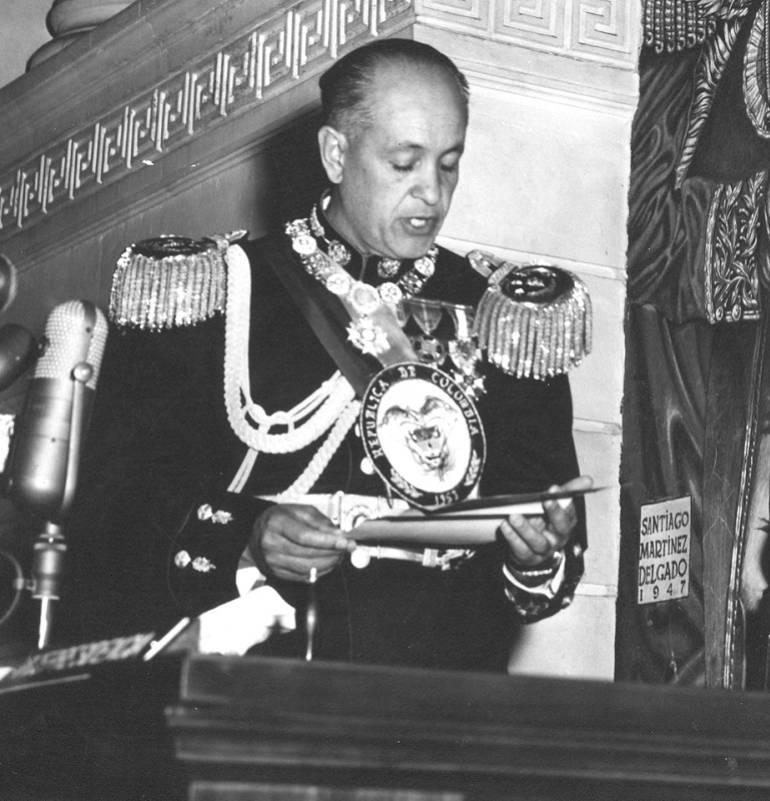
Su futuro suegro asumió la presidencia en 1953.

En junio de 1953, el general Gustavo Rojas Pinilla logró la presidencia de facto el 13 de junio de 1953, luego de encabezar un golpe militar contra el presidente Laureano Gómez, con el auspicio del expresidente Mariano Ospina Pérez y del senador Alzate Avendaño. Moreno era secretario general del Ministerio del Fomento, encabezado por Alfredo Rivera Valderrama.
En el ministerio, Moreno conoció a María Eugenia Rojas, la hija del general, con quien comenzó una relación en octubre de 1954. El 12 de febrero de 1955, Moreno y Rojas se casaron en la capilla privada del Palacio de San Carlos; la ceremonia fue encabezada por el cardenal Crisanto Luque, y gozó de toda la pompa propia de la boda de la hija del jefe de Estado de la época.
Según algunas fuentes, Moreno se casó con Rojas instigado por Alzate, ya que siendo el yerno del presidente, los conservadores podrían tener mayor acceso a la vida privada del general y así estar al tanto de las movidas políticas del general, pese a que Ospina tenía también a varios de sus protegidos dentro del gabinete de Rojas. 
Lo anterior cobra sentido al saber que Rojas, presuntamente, quería casar a su hija con el general Juan Domingo Perón, quien le daba regalos a su hija, y la galanteaba con viajes a Argentina. Consumado el matrimonio, a Moreno se le empezó a llamar "El yernísimo",  como un mote despectivo por su favoritismo en el gobierno.
Moreno regresó al gobierno en 1957, cuando fue nombrado miembro de la Asamblea Nacional Constituyente, con la cual Rojas pretendía modificar la Constitución de 1886 y así asumir un tercer mandato, pero su renuncia en 1957 reversó todos los planes de la familia de conservar su posición.

### Controversias
Al parecer el paso de Rojas Pinilla por la presidencia, sirvió a Moreno de impulso de varios actos de corrupción, mismos que fueron denunciados por la prensa opositora de la época, como El Tiempo y El Espectador. Varias fuentes informar que Rojas Pinilla no solo era consciente de esos actos, sino que los consentía. De hecho, su favoritismo con el presidente, minó la imagen de su esposa, siendo por ejemplo famosa al arenga de que el instituto Sendas (Secretaría Nacional de Acción Social y Protección Infantil, fundado en 1954 y dirigido por La Capitana) en realidad eran las siglas para Sueldo En Dólares A Samuel.
Meses después de su matrimonio, por ejemplo, El Tiempo denunció que el Instituto de Crédito Territorial aprobó un contrato por 50 millones de dólares de la época para la construcción de viviendas, siendo Moreno Díaz uno de los 3 beneficiados con una jugosa comisión por haber intervenido en la firma del contrato.
Otro caso más conocido fue la relación de Moreno con la importación de televisores a Colombia a raíz de la inauguración del servicio por su suegro en 1954. De acuerdo con Richard Poole, funcionario de la embajada de Estados Unidos en Colombia, Moreno recibió dinero de forma secreta para el ingreso de televisores a Colombia; por su parte en 1956, según Poole, la filial colombiana de Phillips le habría pagado a Moreno un soborno por 100.000 dólares de la época para influenciar la venta de 10.000 equipos al Banco Popular, dinero que fue depositado en varias cuentas en Estados Unidos para el futuro patrimonio familiar; el escándalo se apagó gracias a una investigación superficial dirigida por el Ministerio de Gobierno.

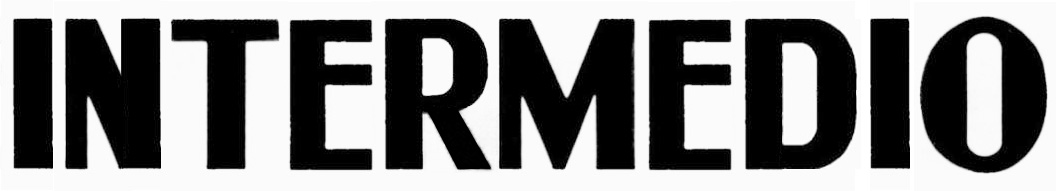
Periódico Intermedio, la alternativa al cierre de El Tiempo (1956-1957). El periódico fue uno de los feroces opositores del gobierno y de Moreno Díaz.

Un dato poco conocido, que hizo público el periódico Intermedio en 1957, fue que en 1949, fue acusado de expedir licencias falsas en su natal Santander, cuando era secretario de gobierno del departamento, por el Partido Conservador y de haber incitado el incendio de Enciso, pueblo de ideología liberal.
El político Enrique Álvarez Henao también habló de la corrupción de Moreno en la época de Rojas, acusándolo a él y al ministro Lucio Pabón en el poema Los Tres Ladrones, cuyas estrofas decían lo siguienteː

“Época fue de grandes ambiciones;//
el pueblo de Colombia estaba herido,//y al palacio, en cuartel//ya convertido,// llegaron por la noche tres ladrones.// Samuel sin ‘Tarazona’ ni millones,// miraba de un rincón muy escondido;// y Lucio el gran traidor de su partido,// a Gustavo le dio sus opiniones [...]”
Enrique Álvarez Henao

En febrero de 1957, aparecieron grafitis en las calles del centro de Bogotá, que decían: "¿Quién mató a la Tarazona"?. Se referían a Emma Tarazona, una de las amantes de Moreno, con quien Rojas Correa habría tenido una vez un altercado en el Hotel Tequendama. La mujer apareció muerta en Bogotá, y la prensa ocultó el homicidio, ya que al parecer uno de los ministros de Rojas Pinilla habría impulsado el crimen por el agravio a la hija del general.

### Exilio, regreso a Colombia y fundación de la Anapo
Luego de varios años en el poder, su suegro se vio obligado a renunciar, el 10 de mayo de 1957, entregándole el poder a una Junta Militar de 5 miembros, para dar paso a elecciones en 1958. Por su parte, Rojas, su esposa, hijos, yerno y nueras se exiliaron en Estados Unidos. Entre 1958 y 1959 Rojas regresó al país para someterse a un juicio político que lo inhabilitó de participar en democracia.
Por su parte, los Moreno Rojas se instalaron en Miami, donde nació el primer hijo de la pareja, en 1960. La familia regresó a Colombia a principios de la década, coincidiendo esto con la rehabilitación política de Rojas Pinilla por parte de la Corte Suprema de Justicia en 1962. Este hecho llevó a Rojas, junto con su yerno y su hija, a fundar el partido Alianza Nacional Popular (Anapo).

Bandera de la Anapo.

El partido, de corte populista y nacionalista, adoptó la bandera de los partidos liberal y conservador, con un fondo blanco en la mitad, en simbología a ser la fuerza alternativa. Al partido se unieron disidentes liberales y conservadores del Frente Nacional, comunistas y otros entes que no se alineaban con el bipartidismo.

### Congresista de Colombia (1964-1974)
En las elecciones de 1962 su esposa logró llegar al Congreso por primera vez, siendo elegida representante a la cámara. En 1964 Moreno la siguió como representante, ocupando su curul hasta 1966. Ese año tanto él como su esposa fueron elegidos senadores del país, siendo reelegidos en 1970 para un segundo período. Dentro del Congreso, Moreno apoyó la candidatura presidencial de su suegro, y posteriormente la de José Jaramillo Giraldo, ambos siendo derrotados por los candidatos del oficialismo bipartidista.

#### Elecciones presidenciales de 1970

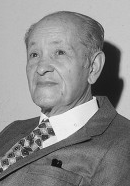
Su suegro a principios de los 70.

A finales de 1969, Rojas inició su campaña para las presidenciales de 1970, ya que no se había podido lanzar en 1966 por su condena política, aunque fue rehabilitado en 1967. La campaña de Rojas comenzó a crecer en apoyo, a tal punto que el mismo presidente Carlos Lleras Restrepo intervino afirmando que Rojas era el rival a vencer.
Rojas se enfrentó al embajador en Estados Unidos, Misael Pastrana, quedando por pocos votos cerca de ganar la presidencia, lo que generó múltiples acusaciones de fraude electoral, a raíz de varias irregularidades presentadas en el conteo de votos. Moreno fue uno de los promotores de las acusaciones de fraude.

#### Elecciones presidenciales de 1974
Tras la derrota de su suegro, y la complicación de su salud, Moreno apoyó la candidatura de su esposa, quien fue derrotada por el liberal Alfonso López Michelsen. A pesar de la derrota, Rojas era una candidata popular (no como el general Rojas), pero la Anapo sufrió un revés entre sus electores y militantes, algunos de los cuales fundaron en 1973 la guerrilla M-19.
En ese año, Rojas y Moreno terminaron sus respectivos períodos en el Congreso. En 1975, la dirección del partido pasó a manos de María Eugenia Rojas, tras la muerte del general.

### Últimos años y muerte
Samuel Moreno Díaz falleció en Bogotá, el 23 de marzo de 2023, a los 101 años de edad, luego de varios días de enfermedad.

## Vida privada

### Semblante
Moreno fue descrito como un hombre de buen semblante y agradable rostro; sobre su aspecto físico y su talante político, llegaron a afirmar en su momento sus contradictores, en medio del juicio político contra su suegro, lo siguienteː

"Este señor Samuel Moreno Díaz, de todos es conocido, y no se necesitan grandes comentarios para hacer esta presentación efectiva y real. Un hombre inteligente, audaz, absolutamente inescrupuloso, de un hermoso rostro de Adonis que despertaba alborotos sensuales en muchas mujeres livianas"
Antonio José Uribe Prada, 1960.

Su atractivo le habría hecho gozar de varios amoríos, incluso cuando estaba casado con María Eugenia Rojas. Belisario Betancur, en ese entonces alfil del expresidente Laureano Gómez habría declarado lo siguiente sobre Moreno al embajador de Estados Unidos, quien reportó el suceso al presidente Eisenhowerː

(...) Cuando estaba soltero, Moreno Díaz tenía notable éxito con las mujeres y continuaba teniéndolo a pesar de su importante matrimonio. Betancur dijo que aparentemente la amante de Moreno había insultado a María Eugenia en varias ocasiones, pero ella parece que se aferra a él. Informó que en varias ciudades del país le habían sido ofrecidos banquetes y homenajes por parte de Gobernadores y otras autoridades, en la creencia de que el Presidente estaba detrás de las ambiciones de Moreno. 

Pero después de que se supo que Rojas estaba harto con su yerno, cuando este viaja ya no se le trata con las consideraciones que se le tenían anteriormente, excepto cuando hace parte de la comitiva presidencial (...)
Belisario Betancur, 1956.

### Familia

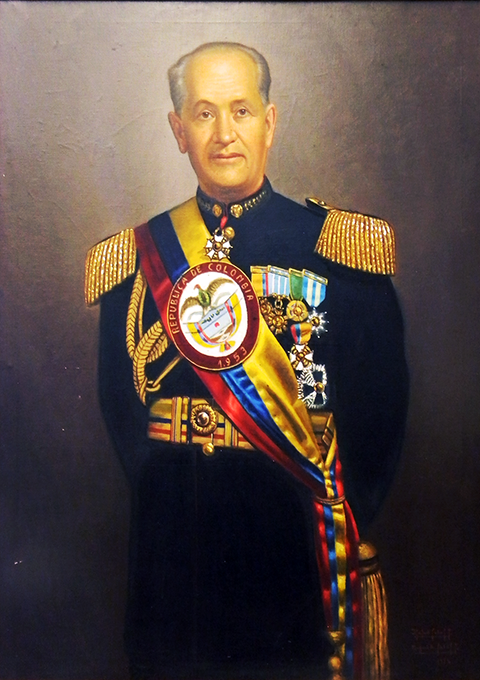
Su suegro, Gustavo Rojas Pinilla, en 1953.

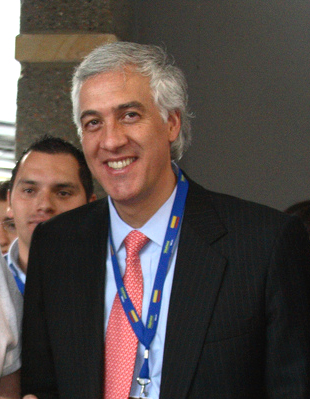
Su hijo mayor, Samuel Moreno (1960-2023).

Samuel Moreno Díaz era hijo de Martín Moreno y Hortensia Díaz. 

#### Matrimonio y descendencia
Contrajo nupcias con María Eugenia Rojas Correa en 1955, con quien tuvo a sus dos hijosː Samuel Gustavo y Néstor Iván Moreno Rojas. María Eugenia era una de los hijos del ingeniero y militar Gustavo Rojas Pinilla y de Carolina Correa Londoño. El matrimonio de Rojas con Moreno se dio en el segundo año de gobierno del general Rojas Pinilla.
Su cuñado Gustavo Rojas Correa es el abuelo del banquero Julio Rojas Sarmiento, quien también es nieto del empresario Luis Carlos Sarmiento Angulo, presidente del Grupo Aval, lo que convierte a Samuel e Iván en primos lejanos de Julio.
Su hijo mayor, Samuel, se convirtió en el líder de la ANAPO a finales de los años 80, llegando a ser senador. Luego se convirtió en líder del Polo Democrático Alternativo a principios de los 2000, llegando a ser por ese partido Alcalde Mayor de Bogotá de 2008 a 2011.